# Валюти, засновані на часовому факторі
В економіці, валюта  заснована на часовому факторі — це альтернативна валюта, вартість якої складає людино-годину або іншу одиницю часу. У системах, заснованих на такій валюті, волонтер за кожну свою роботу отримує запис в одну годину. Також можуть використовуватись інші одиниці часу, засновані на часових проміжках, менших за годину (наприклад: десять хвилин — 6 од/год або 15 хвилин — 4 одиниці/год). Також може бути використана середня погодинна заробітна платня для формування вартості послуг. Особливо це характерно для бірж часу.

## Ранні системи, засновані на часових валютах

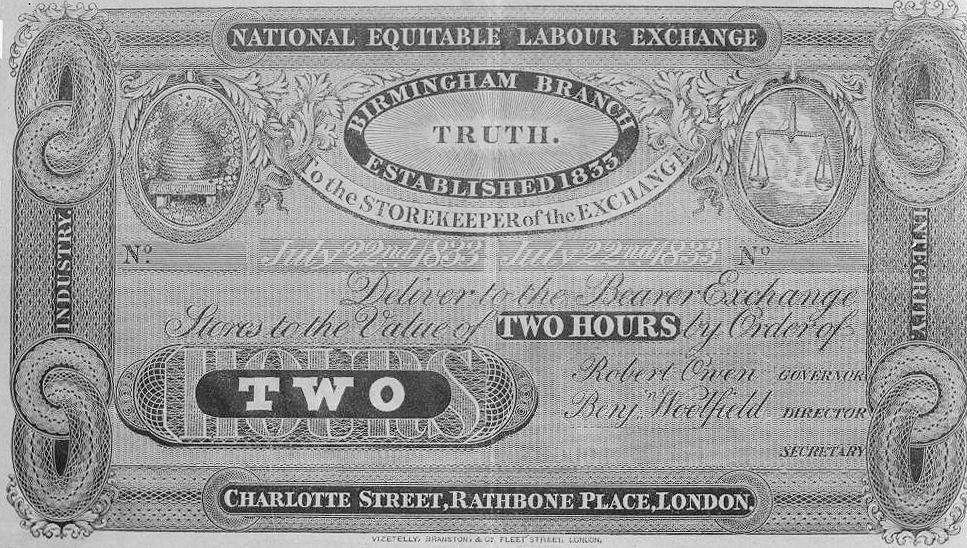
Білет на здійснення вантажних перевезень. 1832 рік

Вперше зазначені системи з'явились на початку XIX ст. у національній біржі справедливої праці, що була створена Робертом Оуеном в Бірмінгемі (Англія). Він видав «робочої Записки», схожі на банкноти номіналом 1, 2, 5, 10, 20, 40, 80 годин.
У 1848 році соціаліст П'єр-Жозеф Прудон постулює систему «часових читів». У 1875 році Карл Маркс писав про «трудові сертифікати» (Arbeitszertifikaten) в своїй Критиці Готської програми «сертифікат від суспільства, що [робітник] виконав певну кількість праці», які можуть бути використані для використання «із суспільних запасів такої вартості, скільки коштує така ж кількість праці». Джосайе Воррен опублікував книгу, яка описує трудові банкноти в 1852 році.
Едгар С. Кан ввів термін «тайм-долар» в книзі у  співавторстві з Джонатан Роу в 1992 році. Він також зарезервував товарний знак термінів «Банк часу» та «Часовий кредит».

## Тайм-долари
Тайм-долари — це валюта вільна від відсотку , що використовується як засіб забезпечення взаємного кредиту в банку часу. Вони зазвичай називаються «часові кредити» або «кредити» за межами Сполучених Штатів. Кожна біржа реєструє відповідні кредитні і дебетові надходження на рахунках учасників. Одна година коштує один долар, в незалежності від послуг, що надаються протягом однієї години. Ця система, що спирається на великий ресурс призначена для визнання і заохочення взаємних громадських робіт, протистояння інфляції, для уникнення накопичення, допомагає розвитку торгівлі, а також заохочує співпрацю між учасниками.

### Банки часу
Банки часу були створені в 34 країнах, при цьому як мінімум 300 банків, створені в 40 штатах США та інші 300 на всій території Сполученого Королівства. Банки часу набули значного поширення у Японії, Південній Кореї, Новій Зеландії, Тайвані, Сенегалі, Аргентині, Ізраїлі, Греції та Іспанії. Банки часу використовуються для того, щоб зменшити показники рецидивізму неповнолітніх правопорушників; полегшення реабілітації колишніх засуджених; надання послуг в галузі охорони здоров'я, професійної підготовки і соціального обслуговування в державних житлових комплексах; сприяння реабілітації токсикоманів; включення в суспільство інвалідів; забезпечення догляду за перестарілими, надання їм медичних послуг та хоспісної допомоги.

## Витоки і філософія
Банк часу являє собою інструмент розвитку суспільства і працює, сприяючи обміну вміннями і досвідом у рамках общини. Він спрямований на створення ядра економіки, сім'ї і громади щодо оцінки та винагороди за роботу, проведену в ній. Перший у світі банк створений у Японії Теруко Мідзусімою в 1973 році з ідеєю, що учасники можуть заробити часові кредити, які вони потім можуть витратити. В основу банку покладена концепція, що кожна година часу, яку витрачають для надання послуги іншим можна отримати у вигляді послуги, яку інші нададуть вам в майбутньому, особливо в старості, коли ви потребуєте цього найбільше. У 1940-х роках, Мідзусіма вже передбачав проблеми, що виникнуть у зв'язку зі старінням нації. 
У філософському сенсі банк часу засновано на наступних принципах:
- Все це актив
- Деякі роботи виконуються за грошову винагороду
- Взаємодопомога
- Необхідність існування общини
- Повага до всіх людей

## Критика
Деякі критики зауважують, що валюти засновані на часовому факторі не виконують функції інформування в економіці. Так, Франк Фішер з Масачусетського технологічного інституту стверджував у 1980-ті роки, що така валюта «буде призводити до спотворення ринкових сил, які підірвали економіку Росії.» 
Дослідження д-ра Джилл Сейфганг, одне з небагатьох досліджень банків часу проведене науковцем, — визначило ряд інших практичних проблем банку часу. Перша — це труднощі спілкування з потенційними членами аби «змусити людей зрозуміти різницю між банком часу і волонтерством». Вона також зазначає, що немає ніякої гарантії, що кожна людина отримати необхідну їй послугу з Банку тому, що певних спеціалістів може бути недостатньо в суспільстві.
Один із найсильніших критичних заперечень до банку часу є питання його організаційної стійкості. У той час як деякі послуги мають відносно низькі накладні витрати, інші мають значно більші витрати на оплату праці та організацію надання таких послуг чи виробництва товарів. Це може бути досить дорого для невеликих організацій і без довгострокового джерела фінансування, вони можуть відмовитися від такої системи.